# Cooperia pectinata
Cooperia pectinata är en rundmaskart. Cooperia pectinata ingår i släktet Cooperia, och familjen Trichostrongylidae. Arten är reproducerande i Sverige.